# Metzleria leptocarpa
Metzleria leptocarpa là một loài rêu trong họ Dicranaceae. Loài này được Schimp. ex Besch. Cardot mô tả khoa học đầu tiên năm 1911.